# NGC 3955
NGC 3955 is een spiraalvormig sterrenstelsel in het sterrenbeeld Beker. Het hemelobject werd op 21 december 1786 ontdekt door de Duits-Britse astronoom William Herschel.

## Synoniemen
- ESO 504-26
- MCG -4-28-5
- AM 1151-225
- IRAS11514-2253
- PGC 37320